# Ocean Springs
Ocean Springs è una città (city) degli Stati Uniti d'America, situata nella contea di Jackson, nello Stato del Mississippi.